# FA Community Shield 2018
Lo FA Community Shield 2018 si è disputato domenica 5 agosto 2018 al Wembley Stadium di Londra.
La sfida ha visto contrapposti il Manchester City, campione d'Inghilterra in carica, ed il Chelsea, vincitore della FA Cup 2017-2018. A conquistare il trofeo è stato il Manchester City, che si è imposto per 2-0 grazie ad una doppietta di Sergio Agüero.

## Partecipanti
| Squadre         | Qualificazione                           | Partecipazioni precedenti (il grassetto indica la vittoria)                 |
| --------------- | ---------------------------------------- | --------------------------------------------------------------------------- |
| Manchester City | Vincitore della Premier League 2017-2018 | 10 (1934, 1937, 1956, 1968, 1969, 1972, 1973, 2011, 2012, 2014)             |
| Chelsea         | Vincitore della FA Cup 2017-2018         | 12 (1955, 1970, 1997, 2000, 2005, 2006, 2007, 2009, 2010, 2012, 2015, 2017) |

## Tabellino
| Arbitro: | Jonathan Moss (West Yorkshire) |

|  |           |                 |
|  | Marcatori | 13’, 58’ Agüero |

| Chelsea | Manchester City |

| P               | 1  | Willy Caballero       |  |     |
| D               | 28 | César Azpilicueta (c) |  |     |
| D               | 2  | Antonio Rüdiger       |  |     |
| D               | 30 | David Luiz            |  |     |
| D               | 3  | Marcos Alonso         |  |     |
| C               | 4  | Cesc Fàbregas         |  | 60’ |
| C               | 5  | Jorginho              |  |     |
| C               | 8  | Ross Barkley          |  |     |
| A               | 11 | Pedro Rodríguez       |  | 79’ |
| A               | 29 | Álvaro Morata         |  | 69’ |
| A               | 20 | Callum Hudson-Odoi    |  | 60’ |
| A disposizione: |    |                       |  |     |
| P               | 59 | Marcin Bułka          |  |     |
| D               | 21 | Davide Zappacosta     |  |     |
| D               | 27 | Andreas Christensen   |  |     |
| C               | 6  | Daniel Drinkwater     |  | 60’ |
| C               | 15 | Victor Moses          |  | 79’ |
| C               | 22 | Willian               |  | 60’ |
| A               | 19 | Tammy Abraham         |  | 69’ |
| Allenatore:     |    |                       |  |     |
| Maurizio Sarri  |    |                       |  |     |

| P               | 1  | Claudio Bravo    |  |       |
| D               | 2  | Kyle Walker      |  |       |
| D               | 5  | John Stones      |  | 90+4’ |
| D               | 14 | Aymeric Laporte  |  | 87’   |
| D               | 22 | Benjamin Mendy   |  |       |
| C               | 20 | Bernardo Silva   |  |       |
| C               | 25 | Fernandinho (c)  |  |       |
| C               | 47 | Phil Foden       |  | 75’   |
| A               | 26 | Riyad Mahrez     |  | 68’   |
| A               | 10 | Sergio Agüero    |  | 80’   |
| A               | 19 | Leroy Sané       |  | 46’   |
| A disposizione: |    |                  |  |       |
| P               | 31 | Ederson          |  |       |
| D               | 4  | Vincent Kompany  |  | 80’   |
| D               | 30 | Nicolás Otamendi |  | 87’   |
| C               | 8  | İlkay Gündoğan   |  | 46’   |
| C               | 55 | Brahim Díaz      |  | 75’   |
| C               | 81 | Claudio Gomes    |  | 90+4’ |
| A               | 33 | Gabriel Jesus    |  | 68’   |
| Allenatore:     |    |                  |  |       |
| Josep Guardiola |    |                  |  |       |